# Iglesia de Notre-Dame de Saint-Saturnin
La iglesia de Notre-Dame de Saint-Saturnin es una iglesia románica situada en la comuna francesa de Saint-Saturnin en Auvernia, en el departamento de Puy-de-Dôme, clasificada como monumento histórico de Francia desde el año 1862.
Construida durante la segunda mitad del siglo XII, durante la Revolución francesa la parte superior del campanario fue destruida, reconstruyéndose posteriormente en el año 1850.

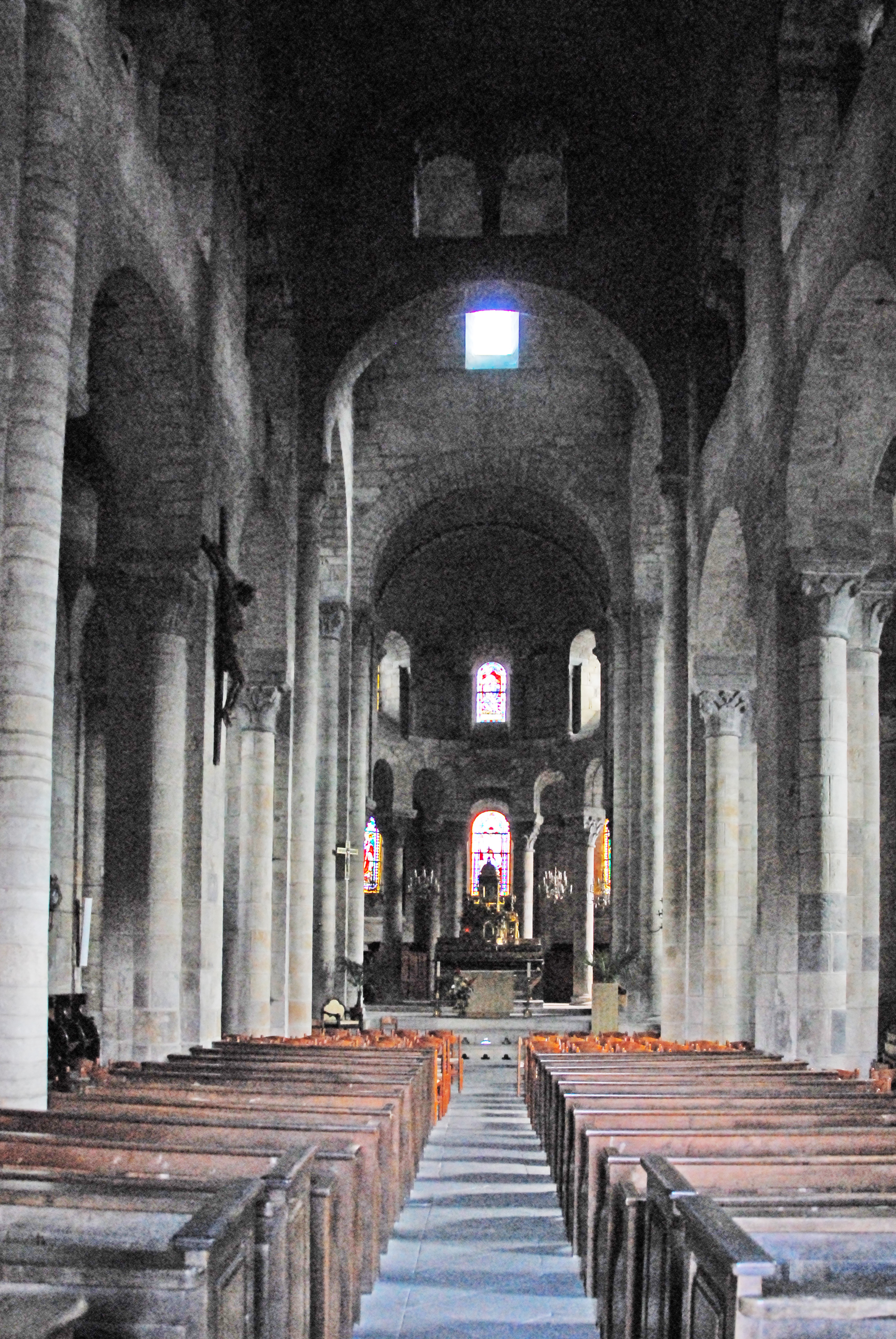
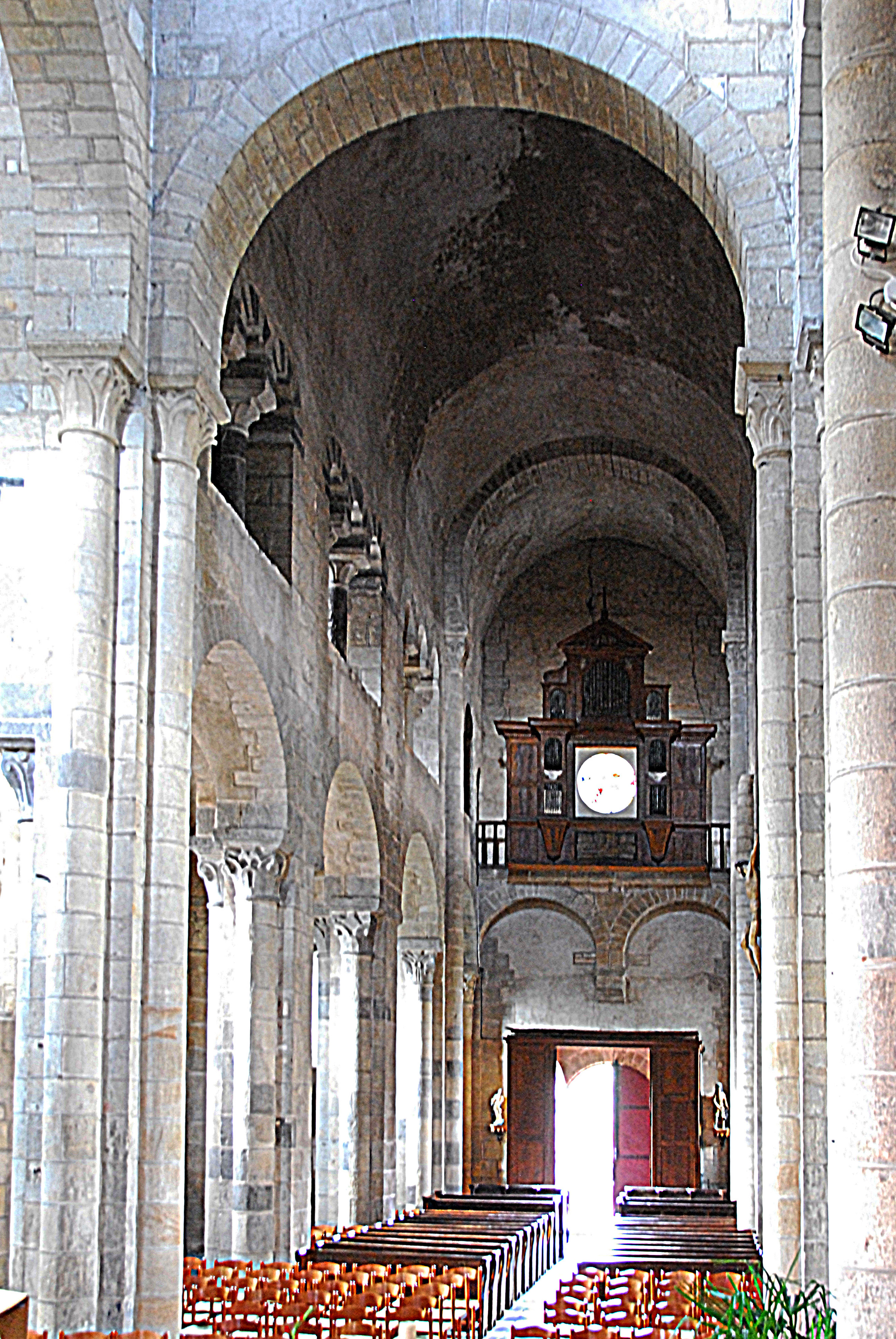
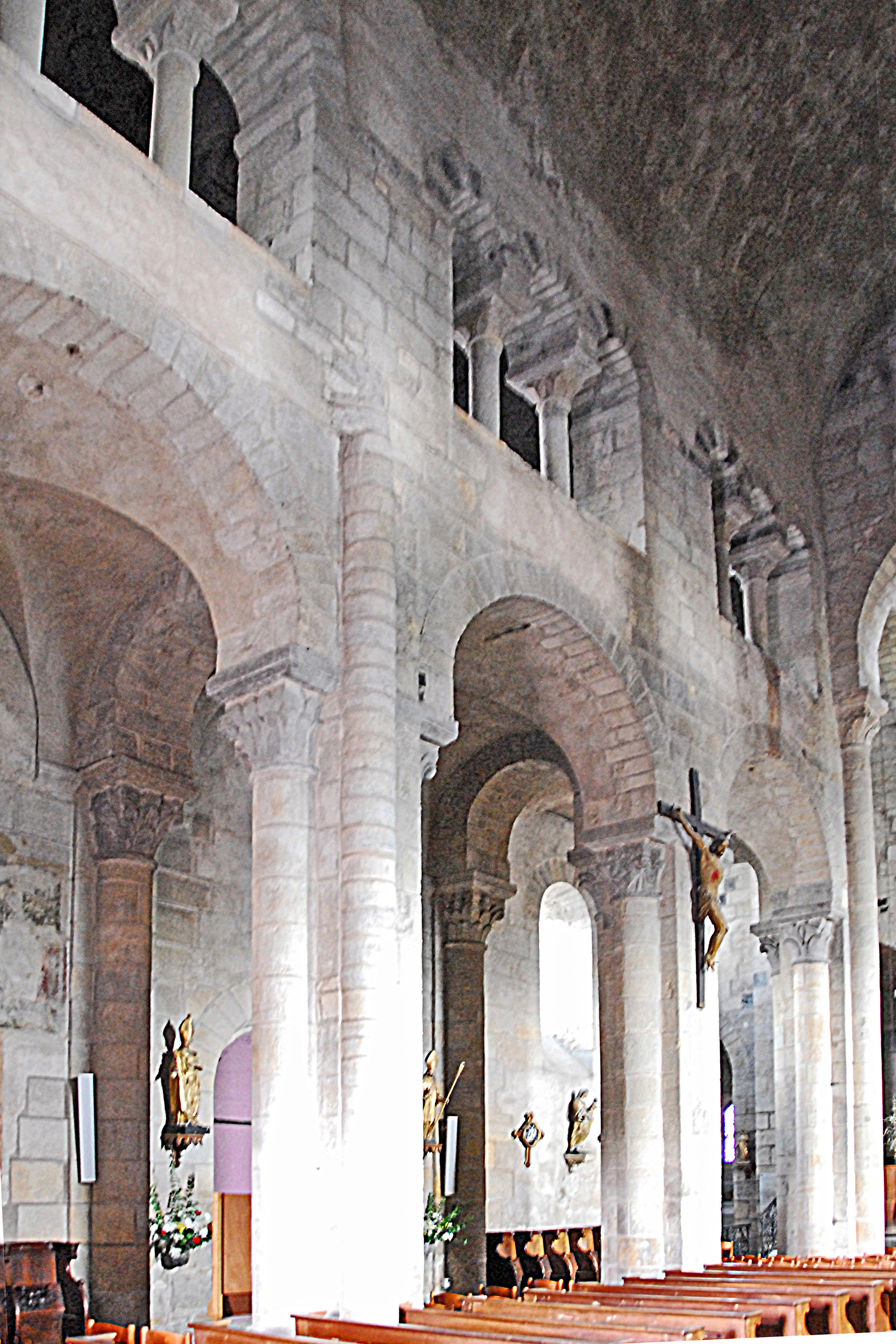
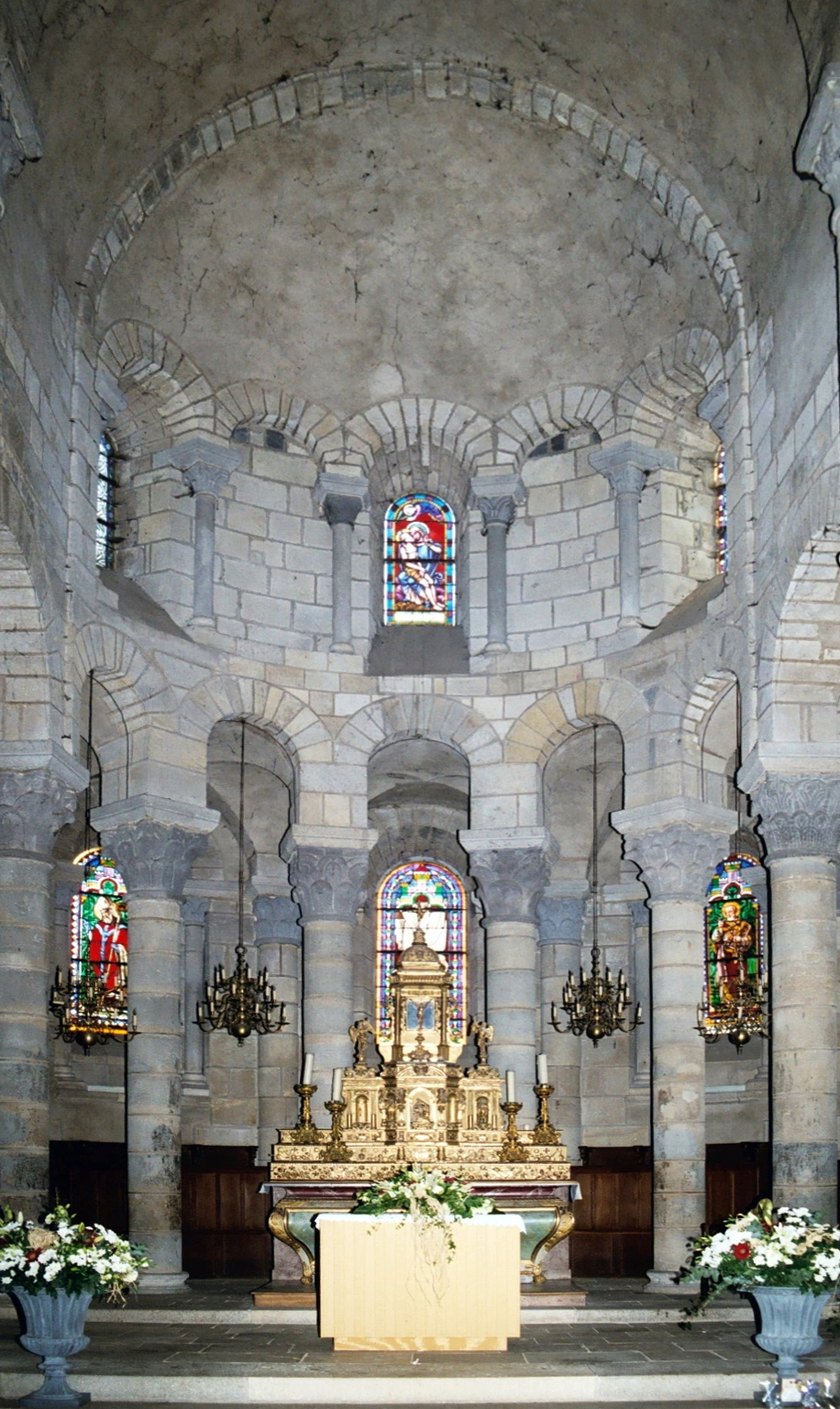
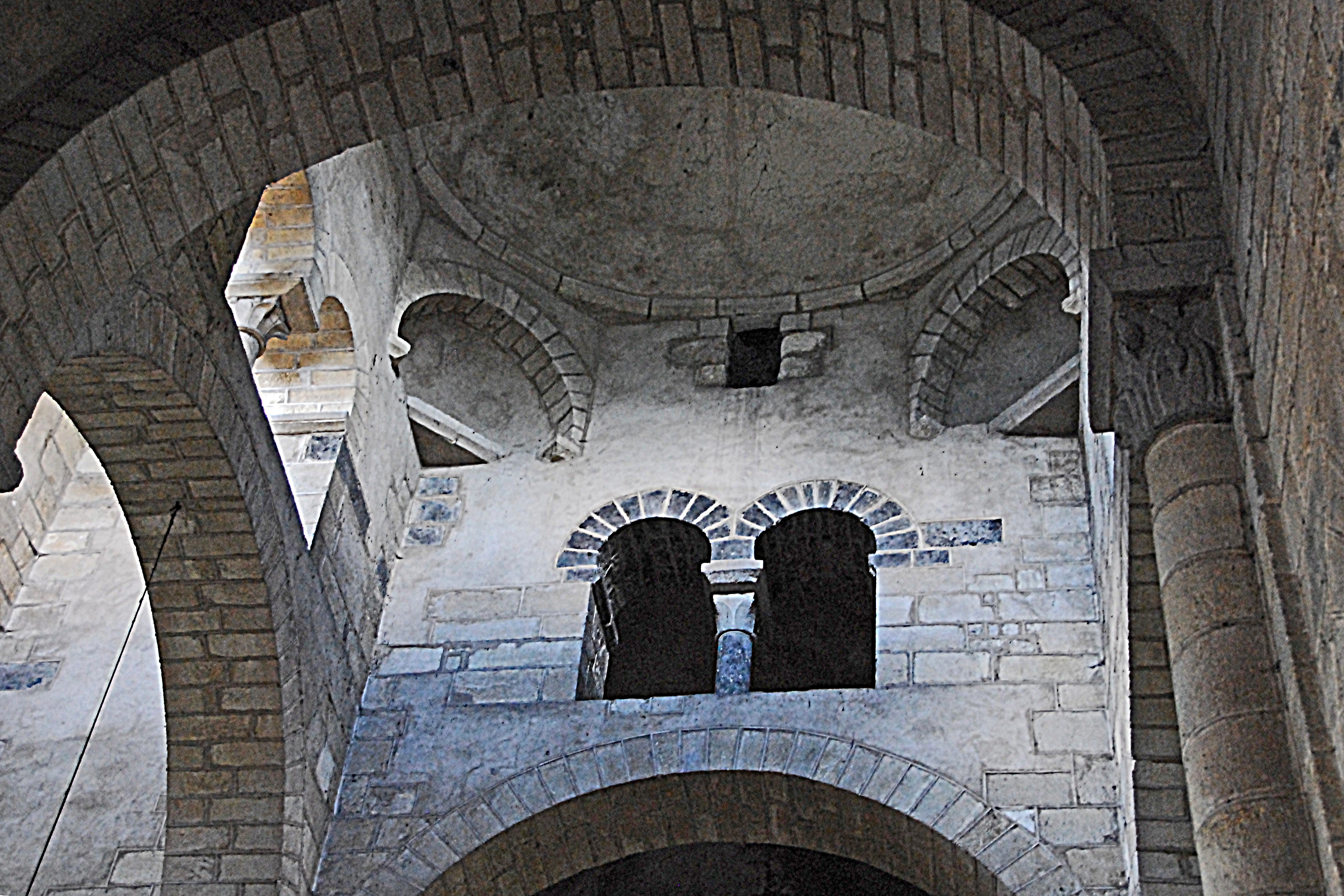
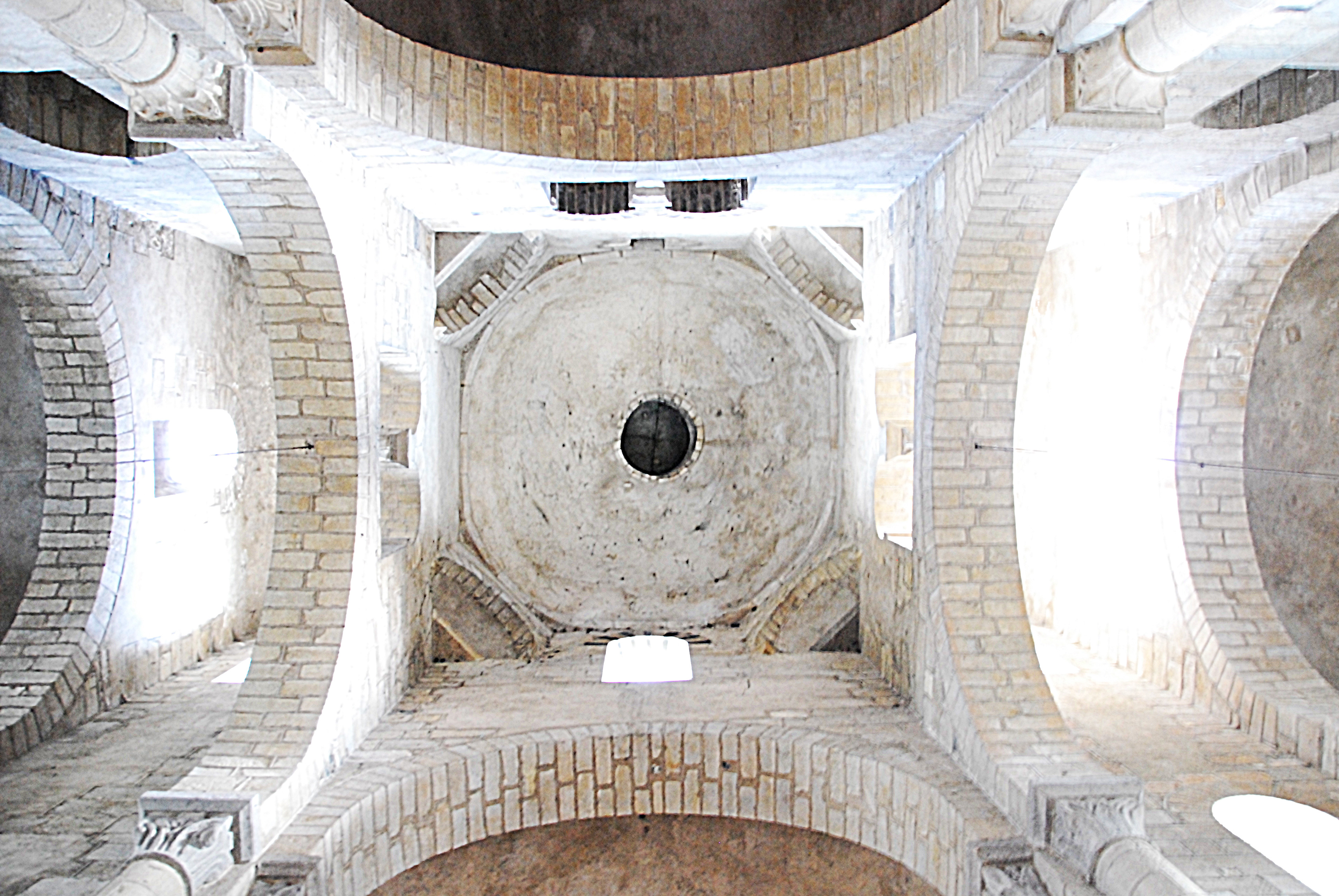